# Sergent-Marceau
Pour les articles homonymes, voir Sergent (homonymie) et Marceau.
Antoine Louis François Sergent, dit Sergent-Marceau, né le 9 octobre 1751 à Chartres et mort le 24 juillet 1847 à Nice, est un peintre et graveur français.
Personnalité politique de la Révolution française, conventionnel, il fut impliqué dans les massacres de septembre 1792. Après son mariage avec la sœur du général Marceau, il accola le nom de son épouse au sien.

## Biographie

### Le graveur

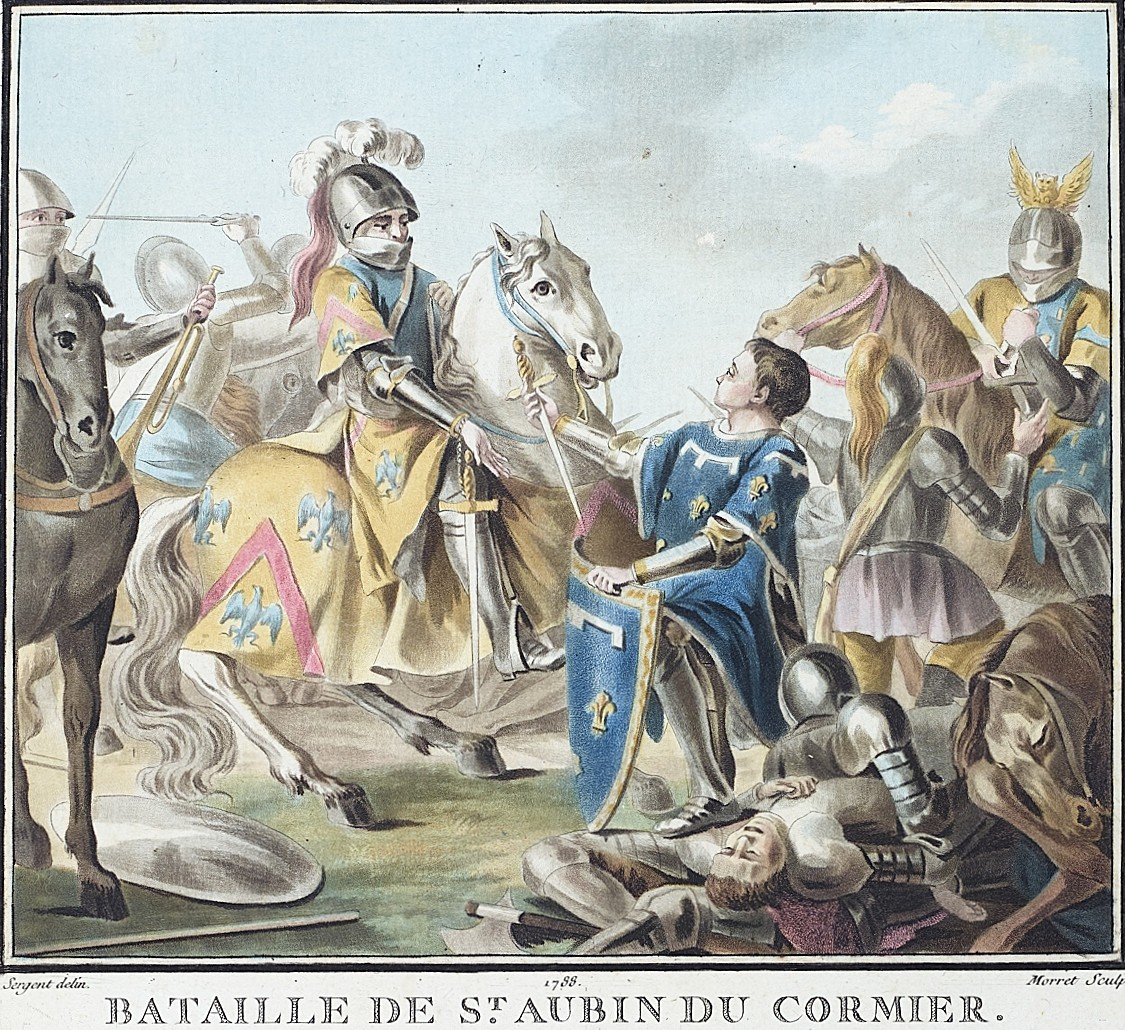
Antoine Sergent ː La Bataille de Saint-Aubin-du-Cormier (1488). La scène représentée sur ce dessin illustre la reddition du duc d'Orléans, à genoux au premier plan (reconnaissable à son écu aux armes de France brisées d'un lambel d'argent), devant La Trémoille. Autour de cette scène, quelques cadavres et combattants.

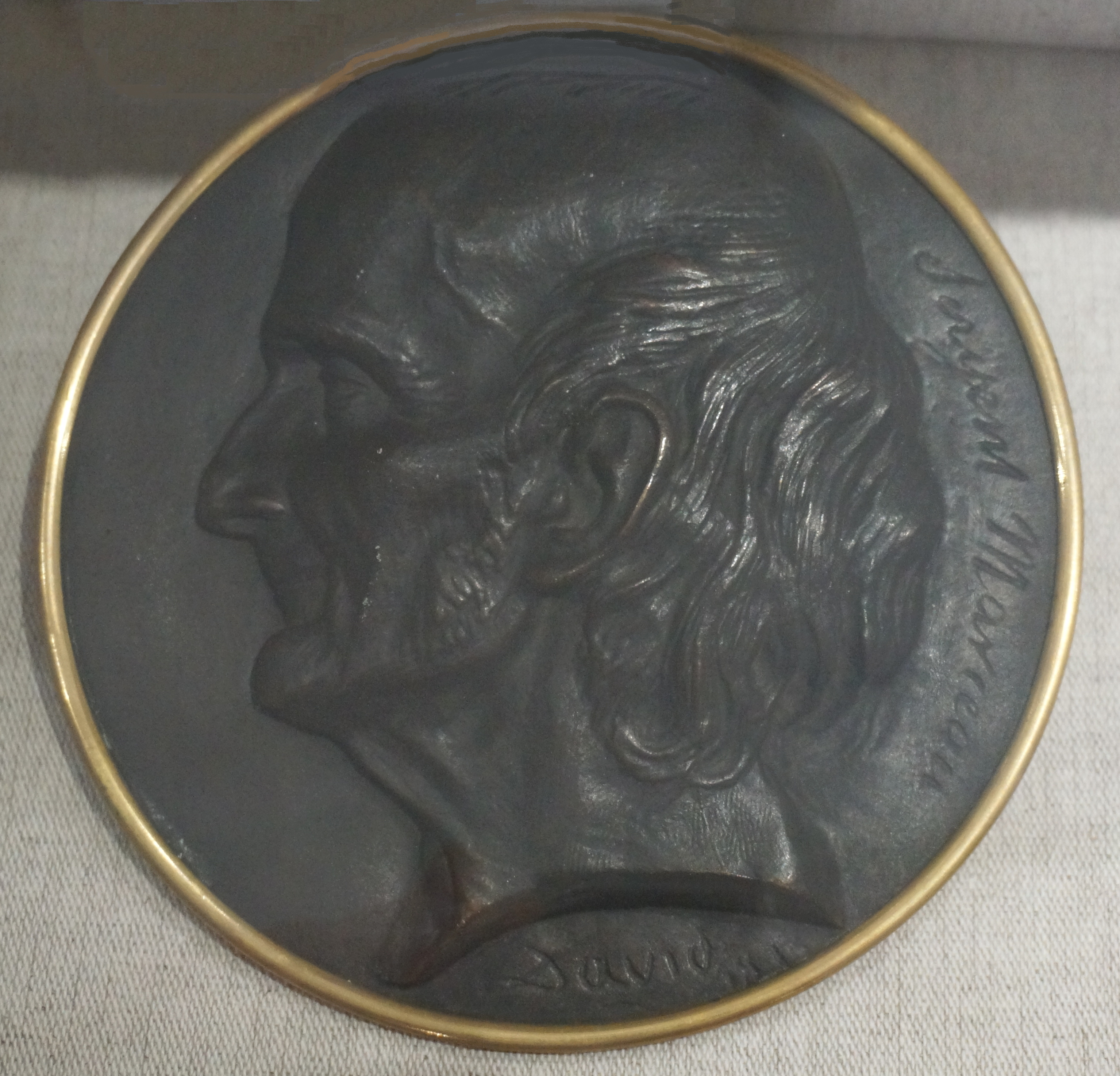
Pierre-Jean David d'Angers, Sergent-Marceau (1835), Paris, musée de la préfecture de police.

Fils unique d'Antoine Sergent, un modeste arquebusier de Chartres, et de Catherine Madeleine Frémy, il perd sa mère très tôt.
Il fait ses études à Chartres où il se révèle être un dessinateur habile. En 1768, il part à Paris étudier la gravure chez Augustin de Saint-Aubin durant trois ans, puis retourne à Chartres en tant que graveur et professeur de dessin.
Pendant près dix ans, il grave des médailles, des armoiries, des estampes pour bréviaires et entreprend la réalisation d'un plan de Chartres qui reste inachevé. Il s’occupe aussi de gravures héraldiques.
Vers 1784, il quitte Chartres pour Paris et commence l’exécution d’une galerie de gravures en couleur représentant des scènes et des personnages célèbres de l’histoire de France. Il était en relation, depuis sa jeunesse chartraine, avec plusieurs personnages qui jouèrent un rôle capital dans l'histoire de la Révolution française, notamment Jacques Pierre Brissot et Jérôme Pétion de Villeneuve.

### Carrière politique

#### Révolution
Dès le début de la Révolution, il accompagne les mouvements populaires. Électeur en 1789, président du district de Mauconseil, il y tient le rôle de juge et de commissaire de police. En 1790, il devient président du district de Saint Jacques l'Hôpital. Il s'affilie au club des jacobins où il fait la connaissance de Louis-Philippe, alors duc de Chartres. À la fin de l'année 1790, il en devient le secrétaire, poste qu'il occupera de longues années. À la fin de cette même année, il devient président de la section du Théâtre-Français, dite section des Cordeliers.
En 1791, il est nommé officier municipal et se voit confier le département de police, conjointement avec Étienne-Jean Panis, qui devint un ami intime, Perron et Vignier qui penchaient pour la monarchie constitutionnelle. Il s'occupe entre autres de l'entretien des prisons. En mai-juin 1792, il est chargé de licencier la garde constitutionnelle de Louis XVI.
Il est accusé par ses détracteurs d'avoir pris une part active, avec Pétion, à l'invasion des Tuileries le 20 juin 1792 mais s'en défendra en affirmant qu'il est arrivé juste pour « protéger les jours du roi ».
Dans les journées précédant le 10 août 1792, il fournit des armes aux Marseillais venus en réclamer. Il prend une part active à la journée du 10 août. Après le triomphe de l'insurrection, avec Panis, il fait fermer les grilles et procède à l'inventaire des lieux. Il sera par la suite soupçonné de pillage.
Le 27 août 1792, il organise la cérémonie funèbre en l'honneur des martyrs de la Révolution, en particulier ceux tombés lors de l'attaque des Tuileries. Cette commémoration guerrière appelle à la vengeance.

#### Septembre 1792
Sergent est mêlé aux massacres de Septembre. Bien qu’il ne fasse pas partie de la Commune de Paris nommée le 10 août 1792, il continue à siéger au Comité de surveillance révolutionnaire dont sont écartés Perron et Vigner dès le 10 août, remplacés par Pierre Jacques Duplain et Didier Jourdeuil. Marat y joue un rôle actif dès le début même s'il n'en fait officiellement partie que le 2 septembre.
Sergent, qui désapprouve son introduction lui  attribue la responsabilité de l'incitation à l'émeute qui conduit aux massacres de septembre. Le 2 septembre, Sergent, selon ses dires arrive trop tard pour empêcher la foule de massacrer les prisonniers. C'est cependant lui qui donne l'ordre, avec Panis, de nettoyer toutes les traces du massacre et rémunère des ouvriers pour s'acquitter de cette tâche. Ce fait lui sera plus tard reproché et il fut soupçonné d'avoir rémunéré l'assassinat. De plus, sa signature apparait au bas de la circulaire qui incitait à perpétrer des massacres équivalents dans le reste de la France :

« […] La commune de Paris se hâte d'informer ses frères de tous les départements qu'une partie des conspirateurs féroces détenus dans ses prisons ont été mis à mort par le peuple […] Sans doute la nation entière […] s'empressera d'adopter ce moyen si nécessaire de salut public […] »

Dès le 25 septembre 1792, Sergent se défend de l'avoir signée et impute à Marat la totale responsabilité des faits.
Il est également impliqué dans le pillage du Garde Meuble des 16 et 17 septembre 1792.
Le 18 septembre 1792, le conseil général girondin suspend le comité de surveillance.
Accusé d'avoir conservé par devers lui des objets appartenant à des victimes des massacres du 2 septembre, en particulier une agate, Sergent affirme avoir acheté cette agate lors d'une mise en vente des dépouilles du massacre et la restitue, mais cet écart lui vaut le sobriquet de Sergent Agate dans le rang de ses détracteurs.
Une commission d'enquête parlementaire réclamée par la convention est chargée de poursuivre les auteurs des crimes des 2 et 3 septembre 1792. Le 10 mai 1793, un arrêté du conseil général de la commune l'accuse ainsi que Panis de « bris de scellés et disparition d'objet de valeurs ». Selon Noël Parfait, ces accusations tireraient leur origine de la lutte engagée à cette époque entre les Girondins et les Montagnards.

#### À la convention
Élu député de la Convention par le département de la Seine, il siège sur les bancs de la Montagne. Dès octobre 1792, il est adjoint à la commission conservatrice des monuments des arts. C'est à ce poste qu'il prend des mesures pour que soient évitées les dégradations commises sur les monuments historiques, symboles, pour certains, de l'ancien régime. En 1793, il propose la création du musée national de peinture et sculpture, et encourage la création du conservatoire de musique (projet de Marie-Joseph Chénier). Toujours avec Chénier, il fait promulguer une loi sur la défense du droit d'auteur.
Dès le début de son mandat, il s'oppose à ce que soit créée une loi visant à punir les provocateurs des massacres de septembre. Il obtient la suppression de l'ordre royal et militaire de Saint-Louis. Il est un des plus acharnés lors du procès de Louis XVI et fait partie de ceux qui votèrent pour la mort du roi.
Le 31 mai 1793, il participe, selon lui à son corps défendant, au coup d'état provoquant la chute des Girondins. Suspecté par Robespierre de sensibilité cordelière, il s'éloigne de la scène politique jusqu'à la chute de Robespierre le 9 Thermidor. Il change ses prénoms d'Antoine François au profit de celui d'Androphile (« ami des hommes »). Il poursuit son activité jusqu'au 1er juin 1795, proposant la prolongation de quatre mois à un an de la durée d'études dans les écoles normales, prenant la défense des membres des anciens comités. Après le 20 mai 1795, il est accusé d'avoir encouragé le peuple lors de l'Insurrection du 1er prairial an III, on ressort alors la circulaire du comité de surveillance et les accusations de détournement. François Sergent prend la fuite.

### Mariage, exils

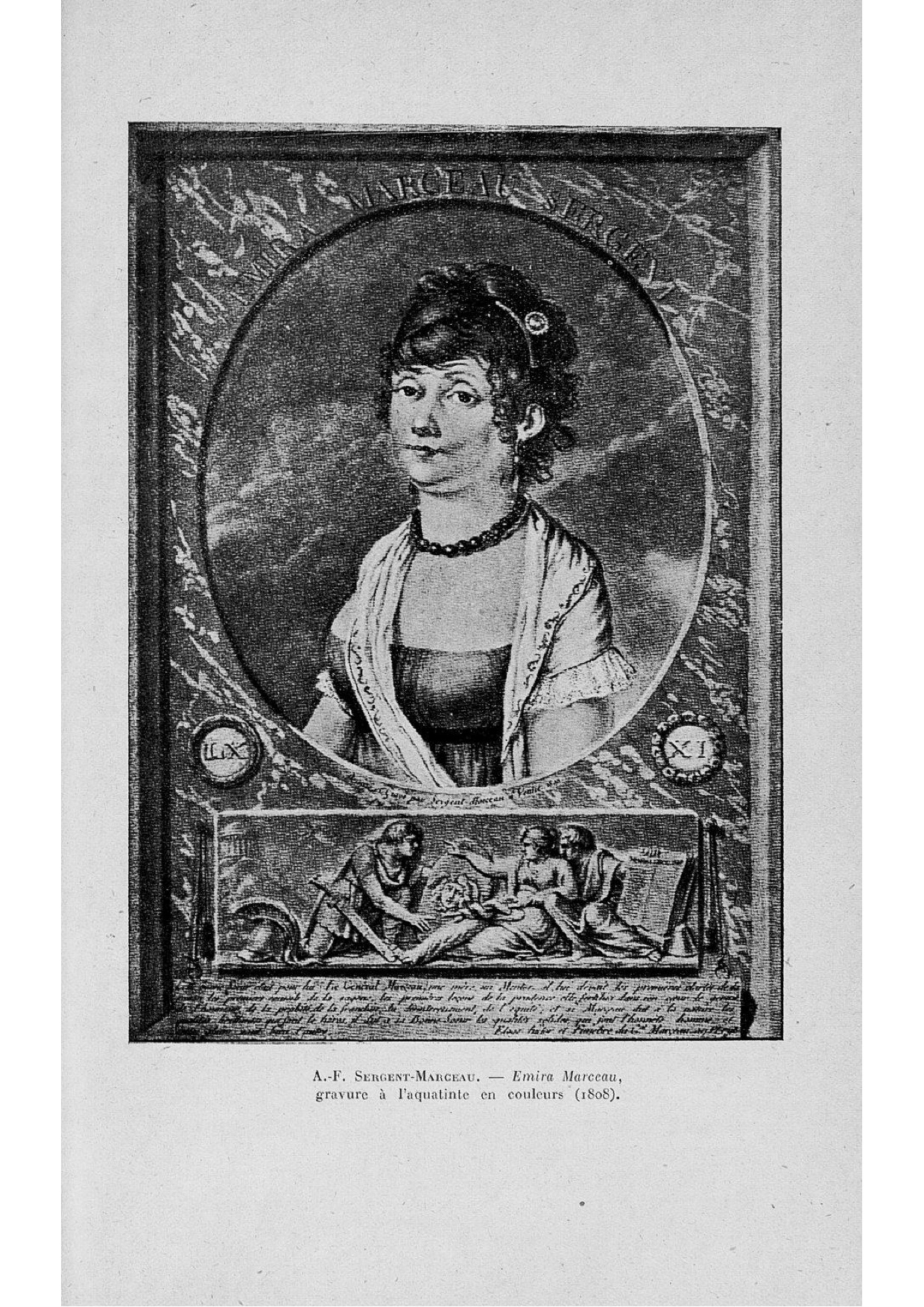
Émira Marceau par Sergent-Marceau (1808).

Il épouse alors Émira Marceau, demi-sœur de François Séverin Marceau, qui désire l'accompagner dans sa fuite. Il s'agit d'un amour réciproque de près 30 ans car Sergent tombe amoureux de cette jeune fille à l'adolescence : « De la chambre de son ami, l'artiste de quinze ans voyait souvent, assise près d'une fenêtre en face, travaillant à quelque ouvrage de couture ou lisant vers la tombée du jour, une jeune fille encore presque enfant par son âge, mais déjà femme par l'épanouissement de sa beauté. Cette jeune fille, entrevue ainsi, avait allumé dans le cœur de Sergent un amour qui ne devait s'éteindre qu'avec lui. ». Elle porte à cette époque le nom de Marie Marceau-Desgravier.
Elle ne s'entend pas avec sa belle-mère qui n'a que six ans de plus qu'elle. En décembre 1768, à 15 ans, elle est mariée de force par son père à Nicolas Denis Champion, dit Champion de Cernelle, procureur à Chartres : « Son père lui avait choisi pour époux, parmi tous les prétendants, M. Champion de Cernel, procureur à Chartres. ».
Elle se sépare de son premier époux en 1784 et part vivre dans un couvent d'abord à l'abbaye Notre-Dame de l'Ouÿe, puis à Paris. Le 22 juillet 1793 elle obtient le divorce, devant l'officier de l'état civil de Chartres  et change son nom en Émira Marceau. Mais ce n'est que deux ans plus tard, en 1795, qu'elle consent à épouser Sergent. Il accole à son nom celui de sa femme, se faisant dorénavant appeler « Sergent-Marceau ». Il s'installe, en Suisse, à Bâle où il reprend ses activités de graveur. L’amnistie de brumaire an IV lui permet de revenir en France, ce qu'il fait en 1797.
Après le 30 prairial an VII (18 juin 1799), le général Bernadotte le nomme commissaire du gouvernement près de la régie des hôpitaux militaires, poste qu'il occupe pendant quatre ans. Mais le coup d'État du 18 Brumaire le place comme personnage dangereux pour le nouveau régime. Après l’attentat de la rue Saint-Nicaise, il est arrêté et emprisonné.
Rendu à la liberté après une brève détention, il est autorisé à quitter la France et il part vivre en Italie, difficilement, de son art et de la pension que sa femme peut obtenir du gouvernement impérial, en 1809, comme sœur du général Marceau-Desgraviers.
En 1824, année du début du règne de Charles X, il se fixe à Nice. En 1834, la mort de son épouse le prive de la pension qui permettait au vieux couple de survivre. Il reçoit alors une pension de Louis-Philippe Ier.
Il meurt, aveugle, à Nice, le 24 juillet 1847.
N'ayant pas eu d'enfant, il a adopté avec son épouse un neveu de cette dernière : Agatophile Berchette.

## Œuvres dans les collections publiques
(Liste non exhaustive, les œuvres sont présentées selon leur lieu de création, représentatif de l'évolution de l'artiste, et non selon le lieu où elles sont conservées)

### Chartres
- Musée des Beaux-Arts[20] :
  - Chartres, vue des Petits Près, gouache 28,5 × 41,3 cm ;
  - Convois des Abus, aquatinte, avril 1789 ;
  - Émira Marceau, gravure à l'aquatinte en couleurs, 1808.
- Archives départementales d'Eure-et-Loir :
  - Vue de Chartres, dessin aquarellé, 26 × 80 cm, 1780,  Classé MH (1928)[21],[20] ;
  - Vue du chevet de l'église Saint-André de Chartres (aujourd'hui détruit), gravure à l'eau-forte et au burin, 1780 (cote 7 FI 93).
  - Gravures illustrant le missel de Chartres publié en 1782-1783
    - Christ en croix (cote 7 FI 99) ;
    - La Très Sainte Trinité (cote 7 FI 100).

  - Illustration du bréviaire de Chartres publié en 1783, dessinées et gravées par Sergent en 1782 (cote 7 FI 97 et 98)
    - Cathédrale Notre-Dame, vues de l'ouest et du sud ;
    - Ascension de la Vierge, dessin original à la sanguine, groupe sculpté du chœur (Bridan) ;
    - Grille monumentale et haut-reliefs des quatre Vertus, clôture du chœur.

### Paris
- Estampes galantes, 1786-1789 :
  - Premier arrivé, premier servi, d'après Augustin de Saint-Aubin, estampe, 1786, National Gallery of Art (NGA), Washington, États-Unis ;
  - Place au premier occupant, d'après Augustin de Saint-Aubin, estampe, 1786, NGA ;
  - Il est trop tard, estampe, 1789, NGA;

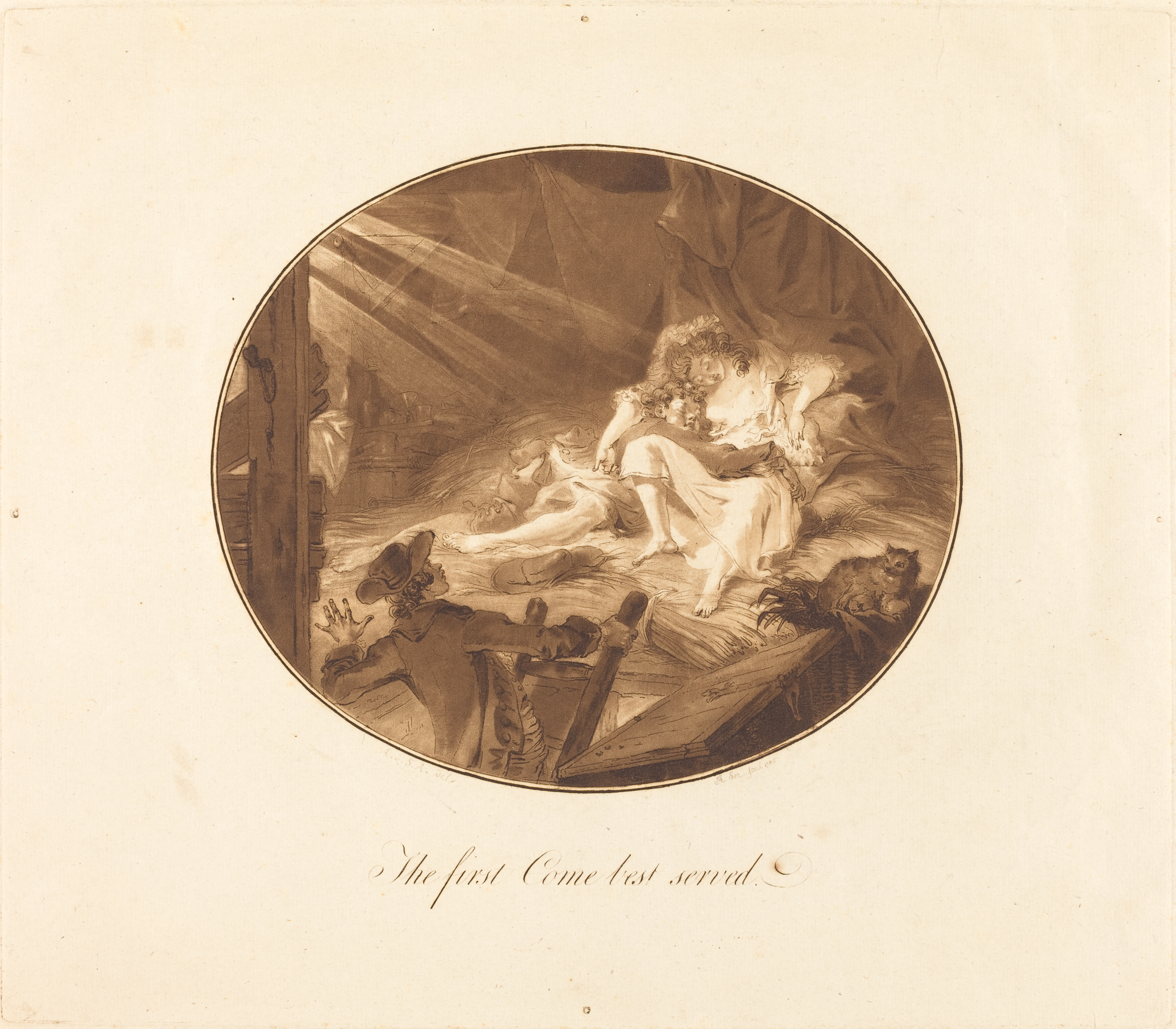
Premier arrivé, premier servi, 1786.
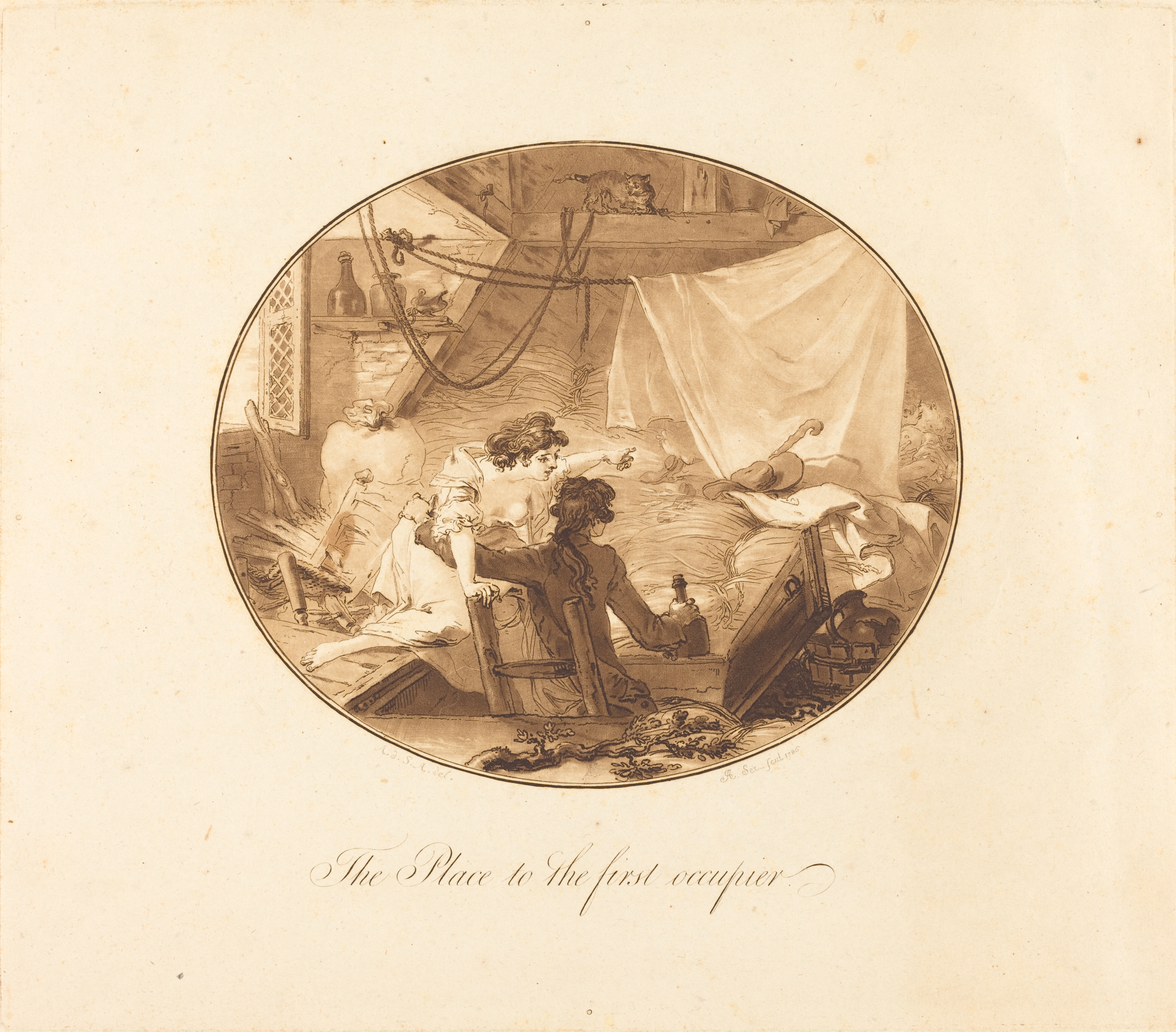
Place au premier occupant, 1786.
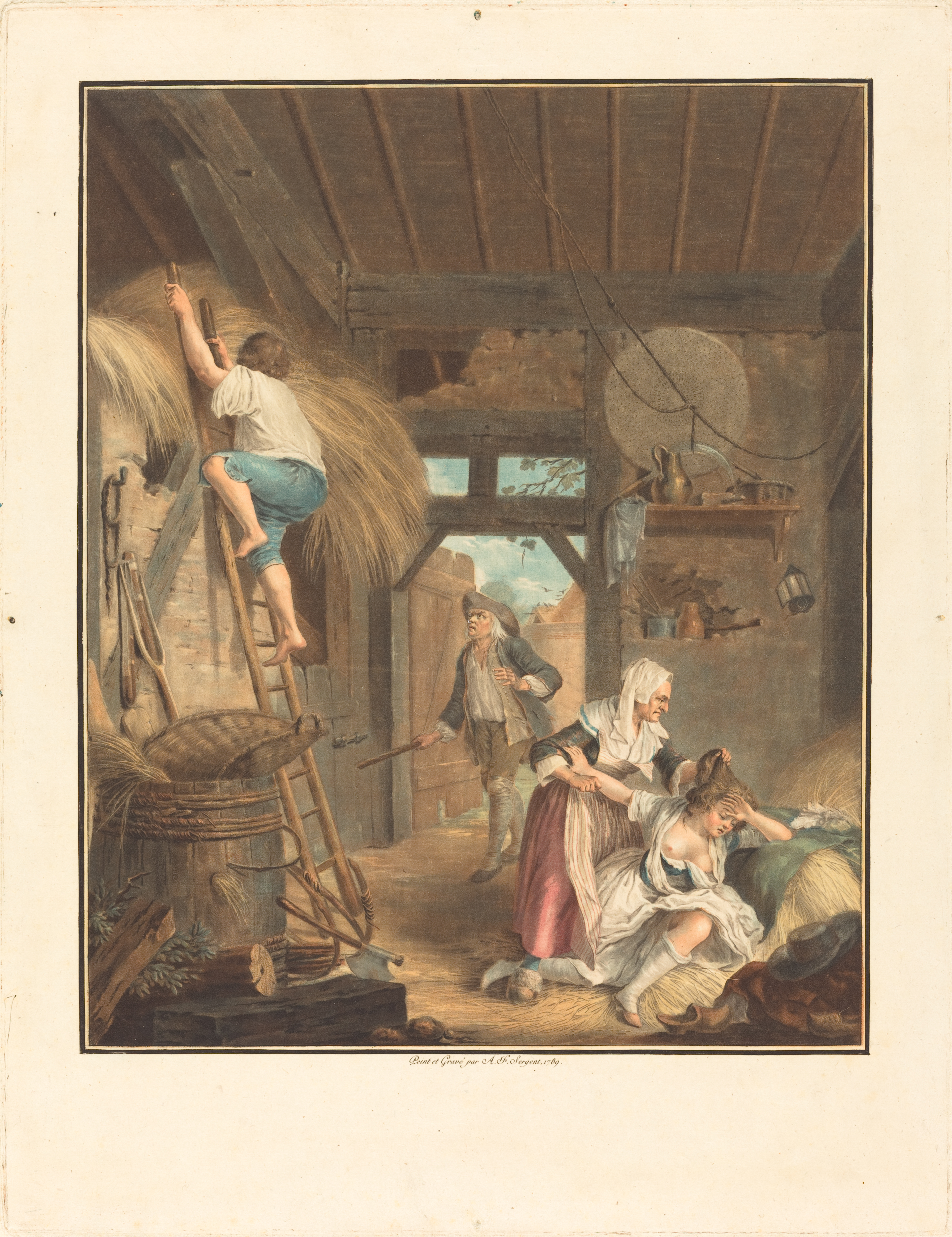
Il est trop tard, 1789.

- Portraits des grands hommes, femmes illustres et sujets mémorables de France, 1786-1792 (BNF 40355179) :
  - Henri IV Roi de France et de Navarre (1553-1610)[22] ;
  - Blaise de Monluc, maréchal de France (1500 ou 1502-1577)[23] ;
  - Gaspard II de Coligny, (1519-1572)[24] ;
  - Armand de Gontaut, seigneur et baron de Biron  (1524-1592)[25] ;
  - Sully (1560-1641)[26] ;
  - Anne de Montmorency (1493-1567)[27] ;

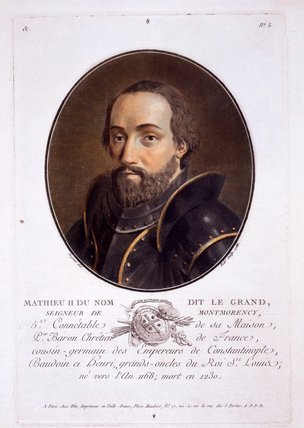
Mathieu II de Montmorency, vers 1168-1230.
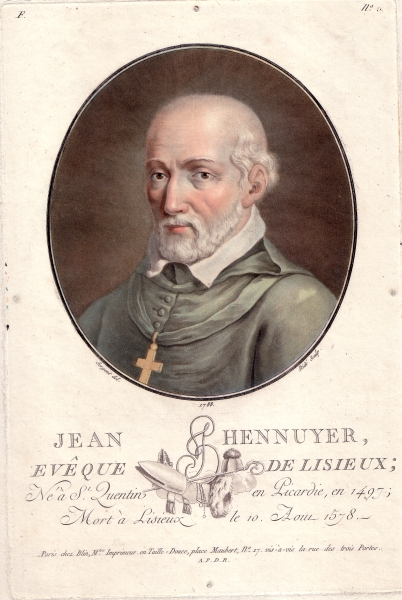
Jean Le Hennuyer, 1497-1598.
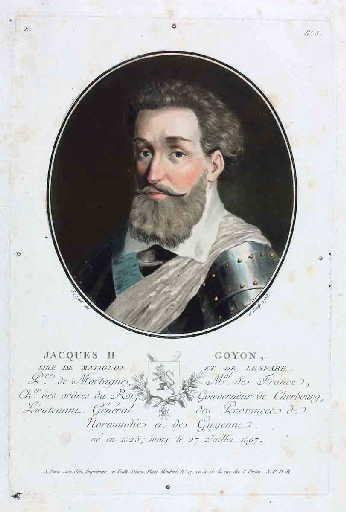
Jacques II Goyon, sire de Matignon et de Lespare, 1525-1598[28].
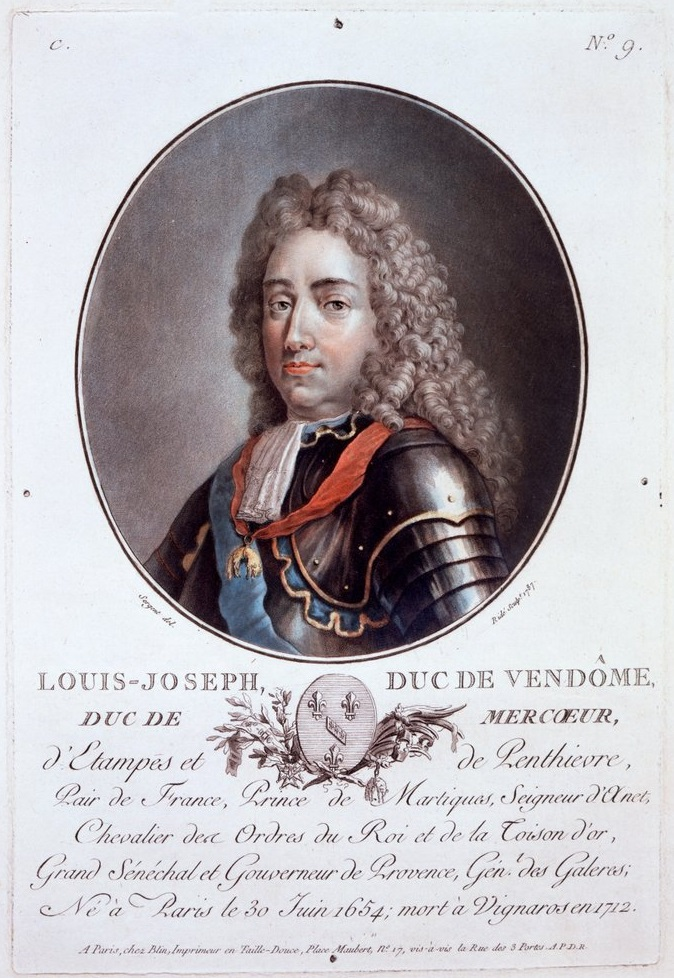
Louis Joseph de Vendôme, 1654-1712[29].
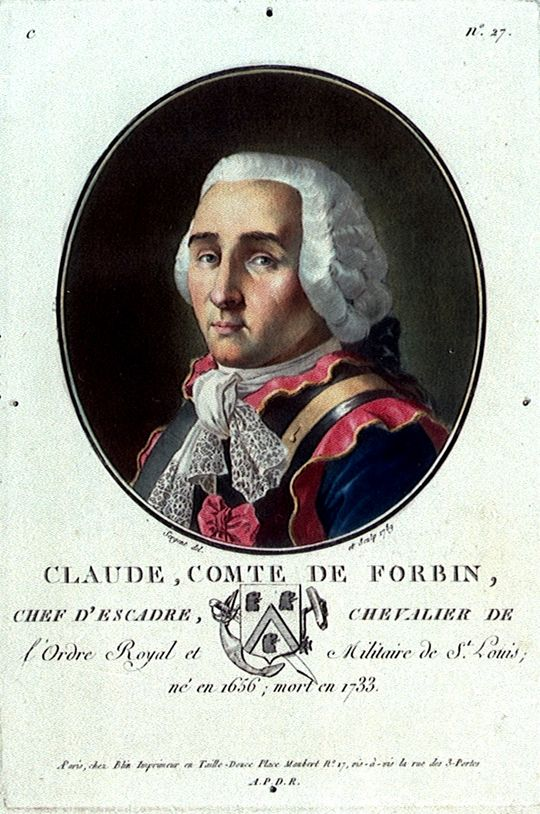
Claude de Forbin (1656-1733), 1789, estampe.
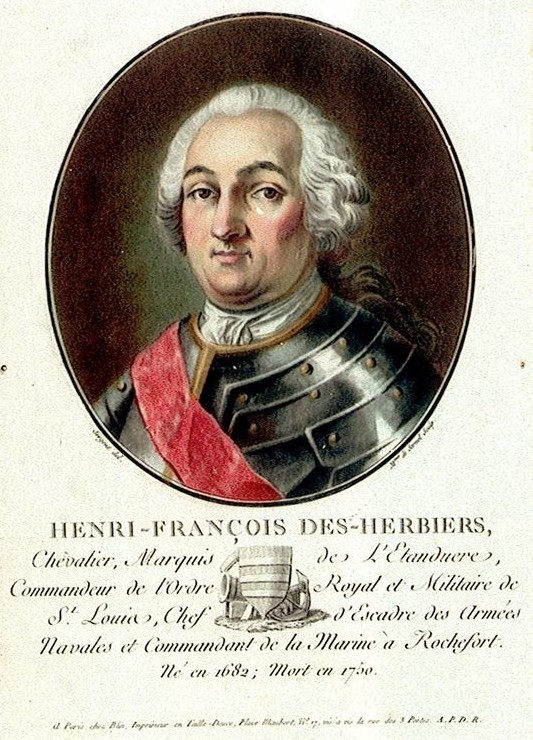
Henri-François des Herbiers, marquis de l'Estenduère, 1682-1750.
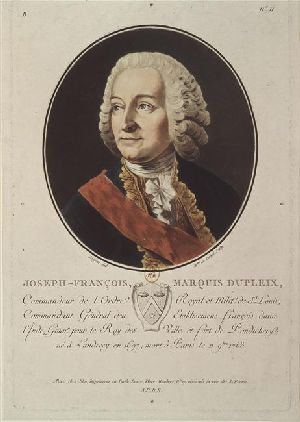
Joseph François Dupleix, 1697-1763.

- Collection générale des portraits de MM. les députés aux États-généraux, dédiée à la nation, et présentée à Nosseigneurs les États-généraux, 216 estampes, 1789-1791 (BNF 40250757) ;
  - François Delandine, député du Forez aux États-généraux, 1790, Roanne, musée des Beaux-Arts et d'Archéologie Joseph-Déchelette[30].

- Tableaux des révolutions de Paris depuis 1789 ;

### Exils
- Portrait de madame Royale, duchesse d’Angoulême, 1795 ;
- Portrait en pied du général Marceau, 1798 ;
- Tableau de l'univers et des connaissances humains ;
- Costumi di populi antichi e moderni ;
- Notices historiques sur le général Marceau, 1820 ;
- Iconologie, 1821 ;
- Monuments du musée Chiaramonti, 1822.

Œuvres de Sergent-Marceau
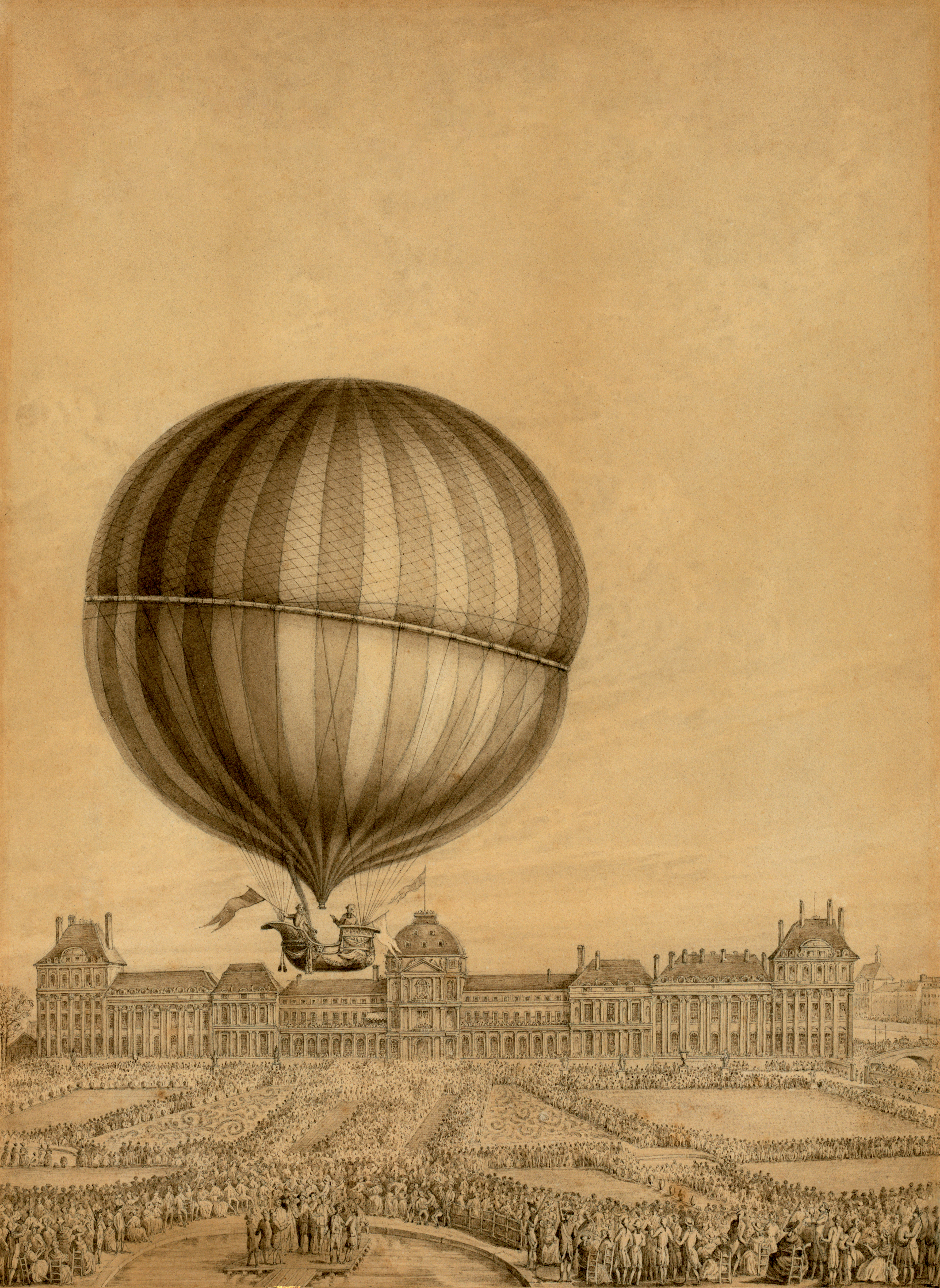
Voyage aérien au départ des Tuileries (1783, attribution), dessin.
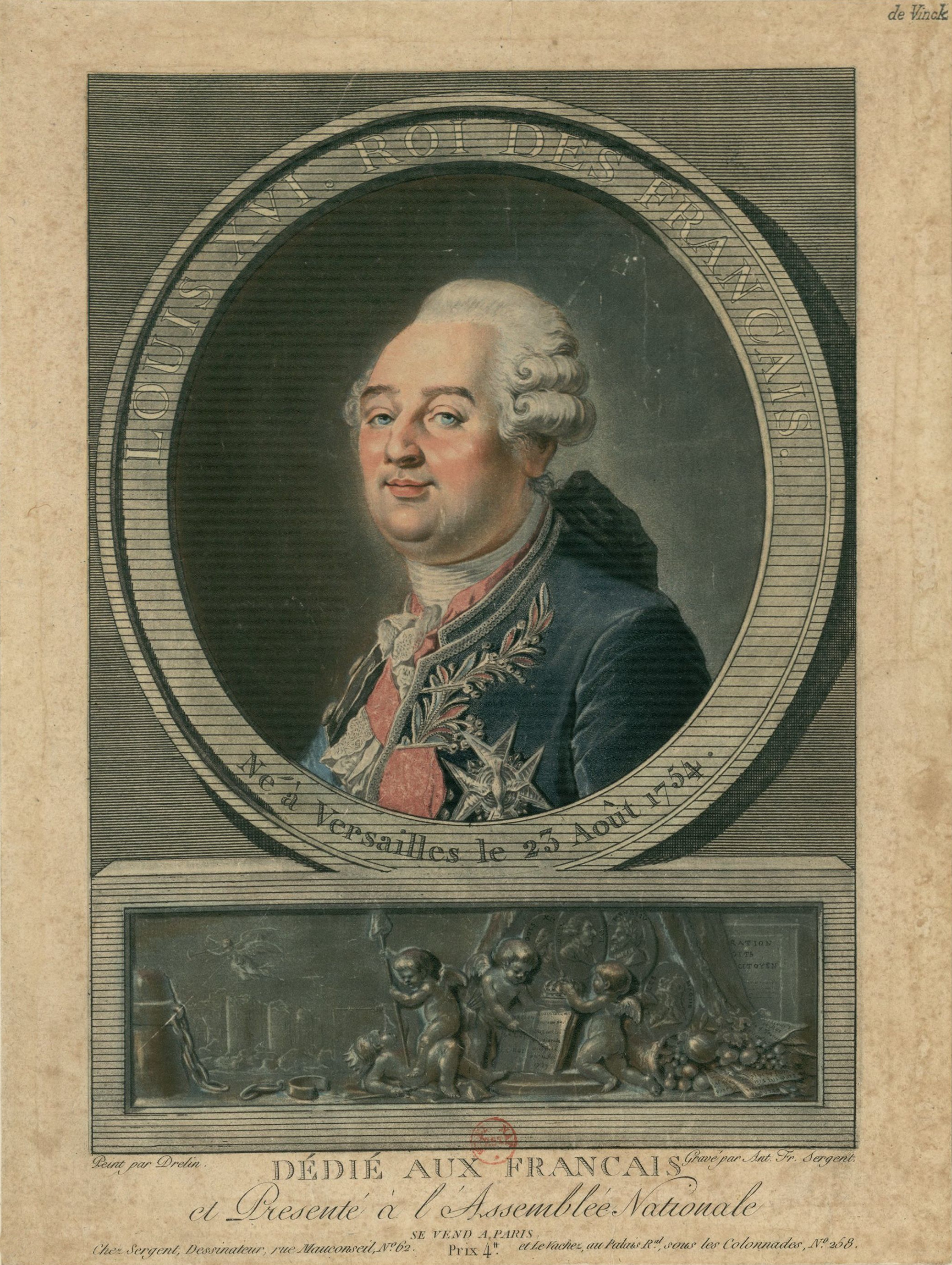
Portrait de Louis XVI (1789-1790), estampe.
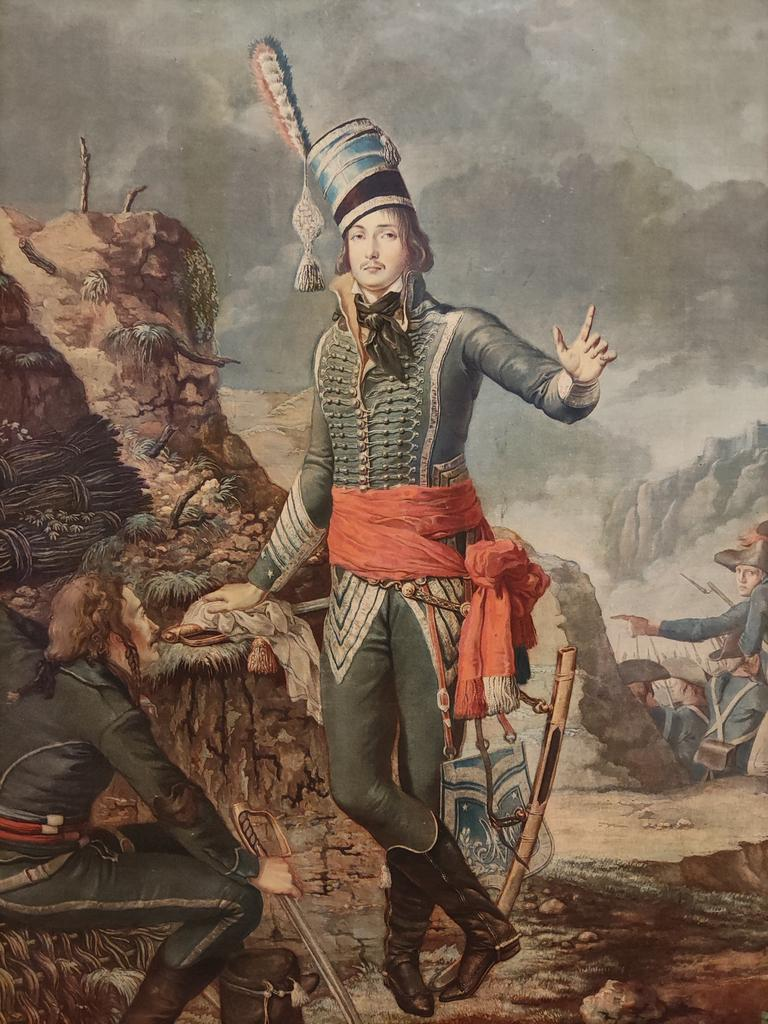
Le général Marceau (1798), estampe.
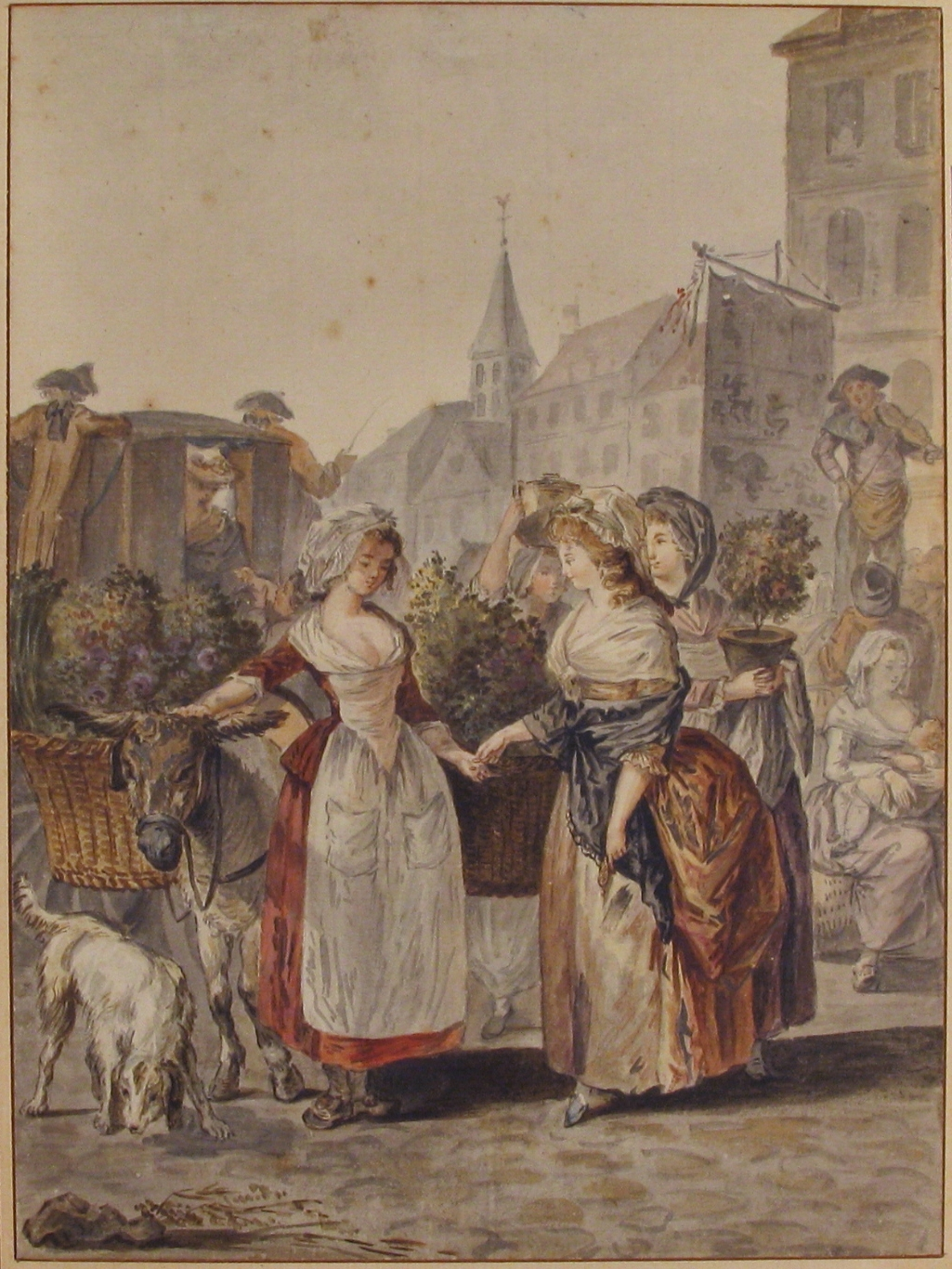
La Petite marchande de fleurs, aquarelle, New York, Metropolitan Museum of Art.

#### Notices et ressources
- Ressources relatives aux beaux-arts :   - AGORHA
  - Bénézit
  - British Museum
  - Galerie nationale de Finlande
  - Grove Art Online
  - Musée d'art Nelson-Atkins
  - National Gallery of Art
  - National Portrait Gallery
  - RKDartists
  - Royal Academy of Arts
  - Union List of Artist Names
- Ressource relative à la vie publique :   - Base Sycomore
- Notice dans un dictionnaire ou une encyclopédie généraliste :   - Deutsche Biographie
- Notices d'autorité :   - VIAF
  - ISNI
  - BnF (données)
  - IdRef
  - LCCN
  - GND
  - Italie
  - Espagne
  - Belgique
  - Pays-Bas
  - Pologne
  - Israël
  - Vatican
  - Australie
  - Grèce